# Hampigny
Hampigny ist eine französische Gemeinde mit 220 Einwohnern (Stand: 1. Januar 2022) im Département Aube in der Region Grand Est (bis 2015 Champagne-Ardenne). Sie gehört zum Arrondissement Bar-sur-Aube und zum Gemeindeverband Lacs de Champagne. Die Bewohner werden Hampignois genannt.

## Geografie
Die Gemeinde Hampigny liegt im Nordosten des Regionalen Naturparks Forêt d’Orient, etwa 45 Kilometer nordöstlich von Troyes an der Voire, die teilweise die nördliche Gemeindegrenze bildet, in einem sehr wald- und seenreichen Gebiet der südlichen Champagne. Der Boden ist zu feucht und für den Weinbau ungeeignet und so findet man erst etwa 30 Kilometer südlich nahe Bar-sur-Aube Rebstöcke des Weinbaugebietes Côte de l’Aube. Zum 9,49 km² umfassenden Gemeindegebiet von Hampigny gehören die Ortsteile La Marcelle, Ferme de Courgain und Ferme de la Réserve. Der Lac du Der-Chantecoq als größter Stausee Frankreichs liegt 20 Kilometer nordöstlich von Hampigny. Im Osten grenzt die Gemeinde an das Département Haute-Marne. Umgeben wird Hampigny von den Nachbargemeinden Villeret und Lentilles im Norden, Rives Dervoises im Osten sowie Vallentigny im Süden und Südwesten.

## Bevölkerungsentwicklung
| Jahr      | 1962 | 1968 | 1975 | 1982 | 1990 | 1999 | 2006 | 2012 | 2021 |
| Einwohner | 322  | 322  | 280  | 288  | 263  | 241  | 253  | 253  | 224  |

Im Jahr 1836 wurde mit 460 Bewohnern die bisher höchste Einwohnerzahl ermittelt. Die Zahlen basieren auf den Daten von cassini.ehess und INSEE.

## Sehenswürdigkeiten
- Kirche Saint-Nicolas (St. Nikolaus) mit einem um 1855 vom Bildhauer François Joseph Valtat aus Troyes angefertigten geschnitzten Tabernakel mit der Darstellung der vier Evangelisten und Christus auf dem Gipfel, seit 1995 als Monument historique ausgewiesen[3]
- Waschhaus (Lavoir) außerhalb des Dorfes
- drei Flurkreuze

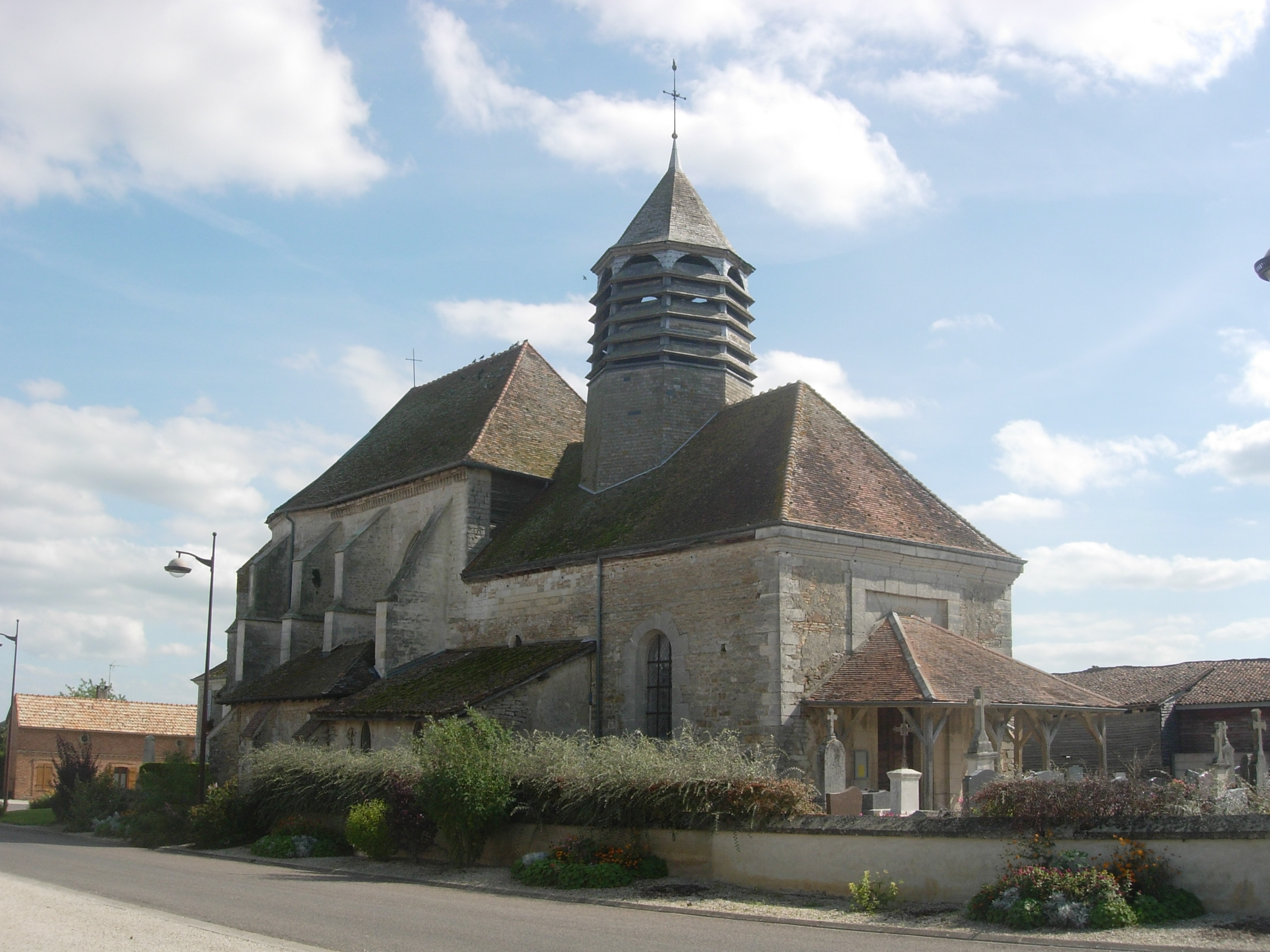
Kirche St. Nikolaus Südwestseite
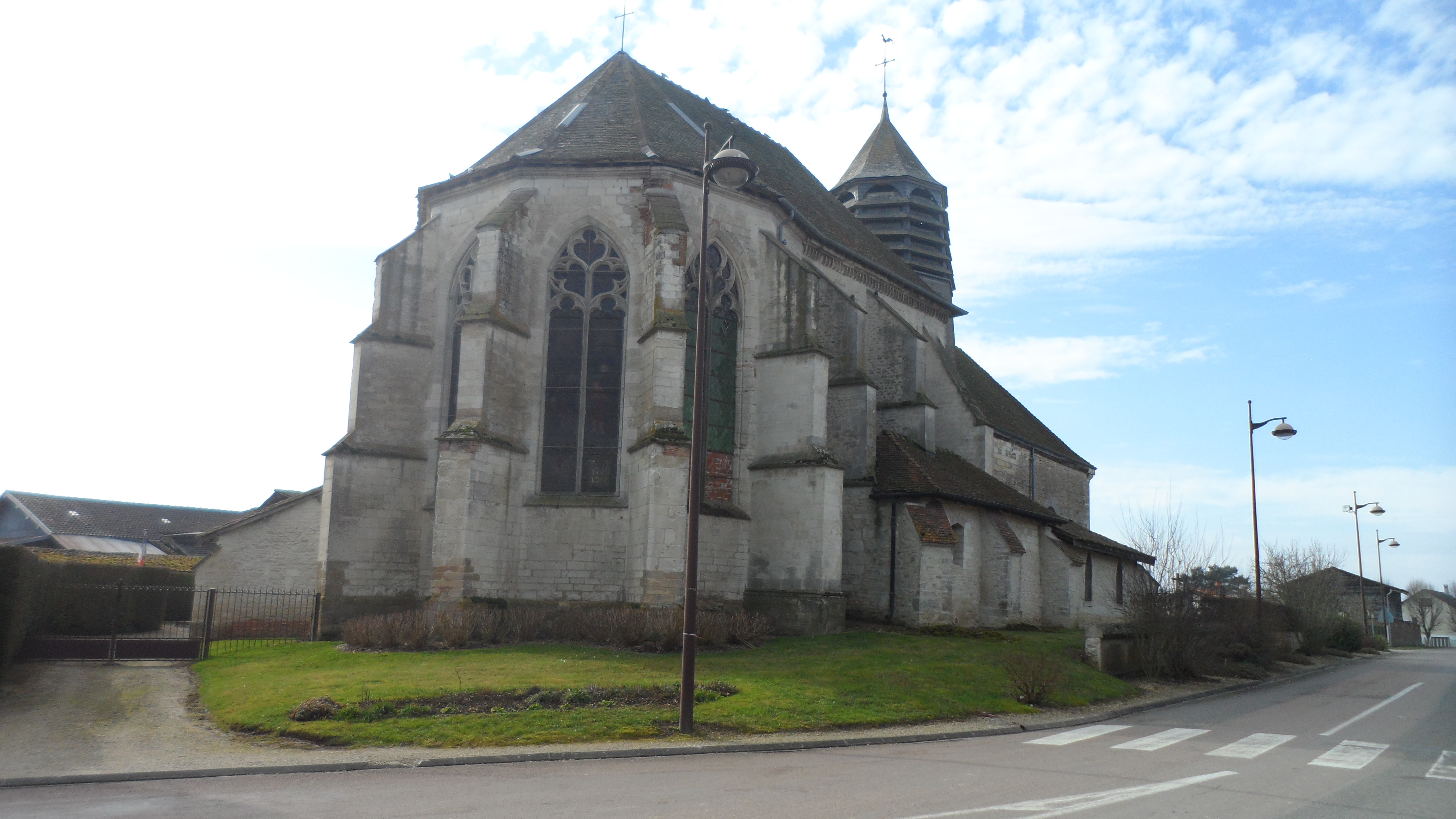
Kirche St. Nikolaus Ostseite
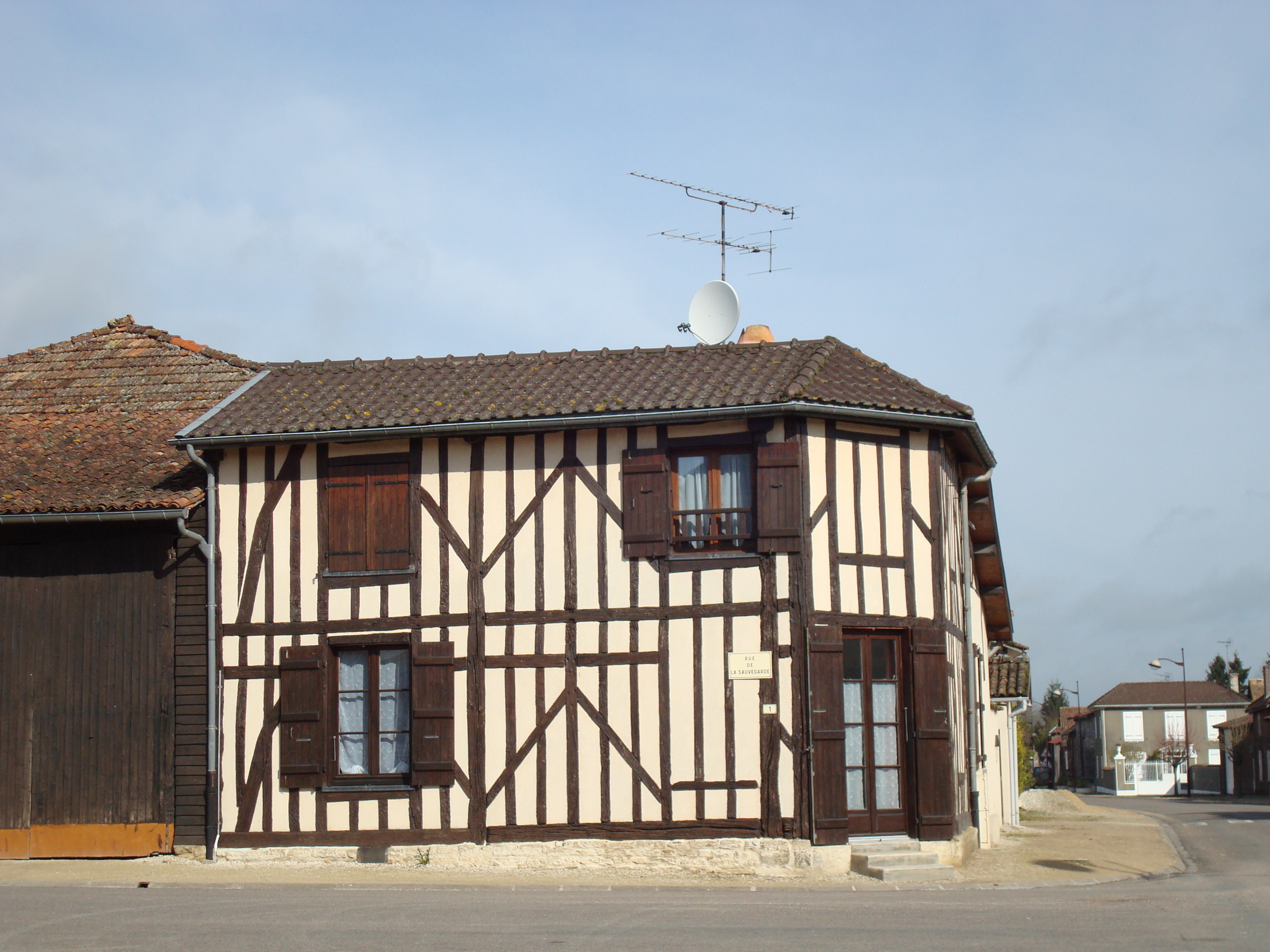
Fachwerkhaus
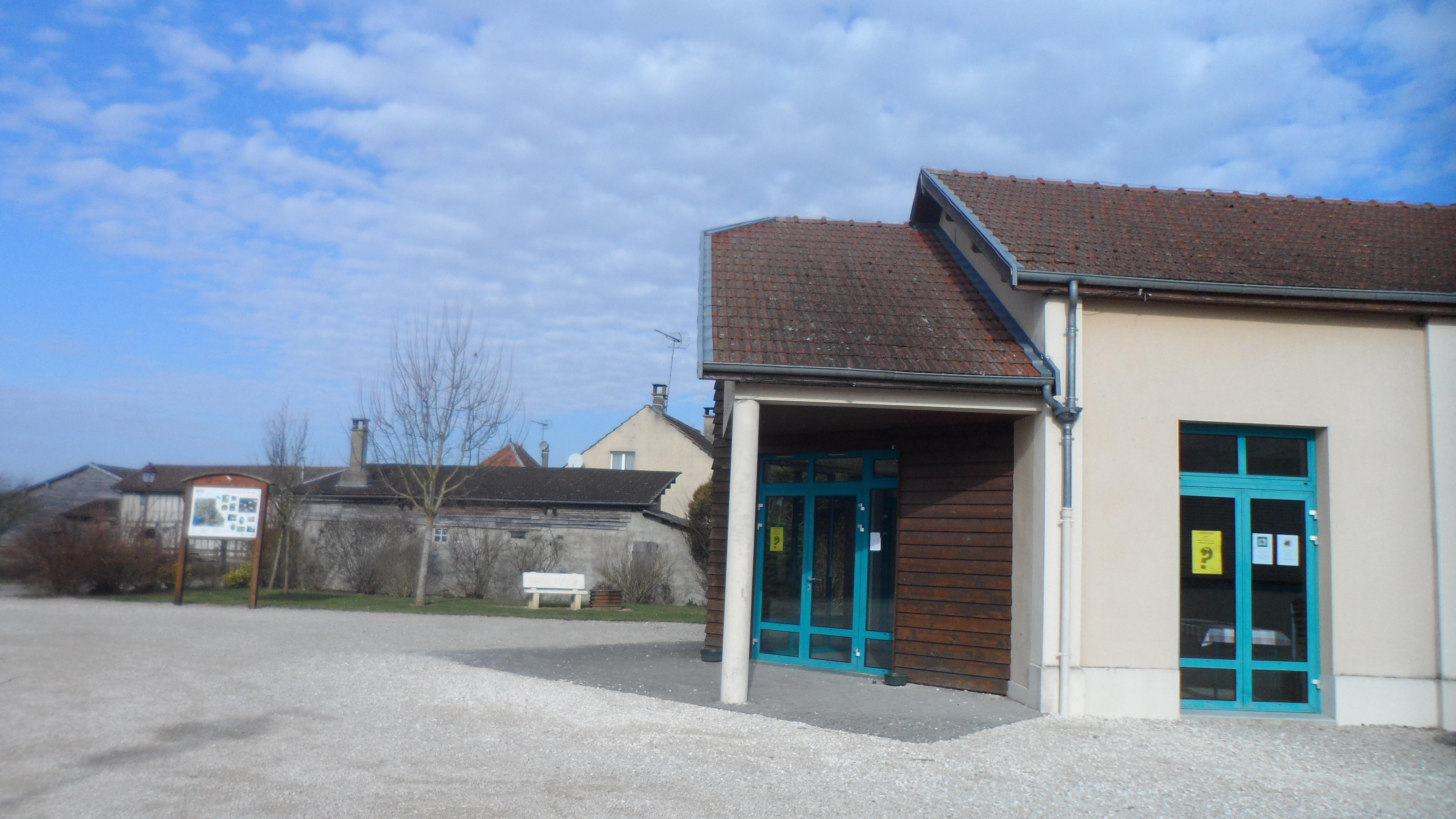
Gemeindefestsaal

## Wirtschaft und Infrastruktur
In Hampigny sind elf Landwirtschaftsbetriebe ansässig (Schaf-, Ziegen- und Rinderzucht, Getreide-, Kartoffel- und Gemüseanbau).
Hampigny liegt abseits der überregional wichtigen Verkehrswege. In der neun Kilometer entfernten Kleinstadt Brienne-le-Château treffen mehrere Fernstraßen aufeinander. 36 Kilometer südwestlich nahe Troyes besteht ein Anschluss an die Autoroute A 26. Durch die Gemeinde Hampigny führt die weitgehend stillgelegte Bahnstrecke Jessains–Sorcy.

## Belege
1. ↑  Hampigny auf cassini.ehess
2. ↑  Hampigny auf INSEE
3. ↑  Eglise Saint-Nicolas in der Base Mérimée des französischen Kulturministeriums (französisch)
4. ↑  Landwirtschaftsbetriebe auf annuaire-mairie.fr (französisch)